# Crossosomatales
Crossosomatales je malý řád vyšších dvouděložných rostlin. Je to nový řád, ustavený v konečné podobě až v roce 2003. Obsahuje 7 čeledí a jen 67 druhů. Jediný evropský zástupce celého řádu je klokoč zpeřený.

## Charakteristika
Zástupci řádu Crossosomatales jsou výhradně stromy a keře. Mají jednoduché nebo složené, střídavé nebo vstřícné listy, většinou s palisty. Květy jsou pravidelné, čtyř nebo pětičetné. Tyčinek je 5 až mnoho. Semeník je svrchní, srostlý ze 2 až 5 plodolistů, řidčeji monomerický (Aphloiaceae) nebo jsou plodolisty volné (Crossosomataceae) či srostlé jen bliznami (Guamatelaceae).
Řád zahrnuje v současném pojetí 7 čeledí a jen 67 druhů v 11 rodech. Z toho jsou 3 čeledi monotypické, tedy zahrnující jediný rod a druh. Nejvíce druhů (45) je v čeledi klokočovité (Staphyleaceae), nejvíce rodů (3) v Crossosomataceae.

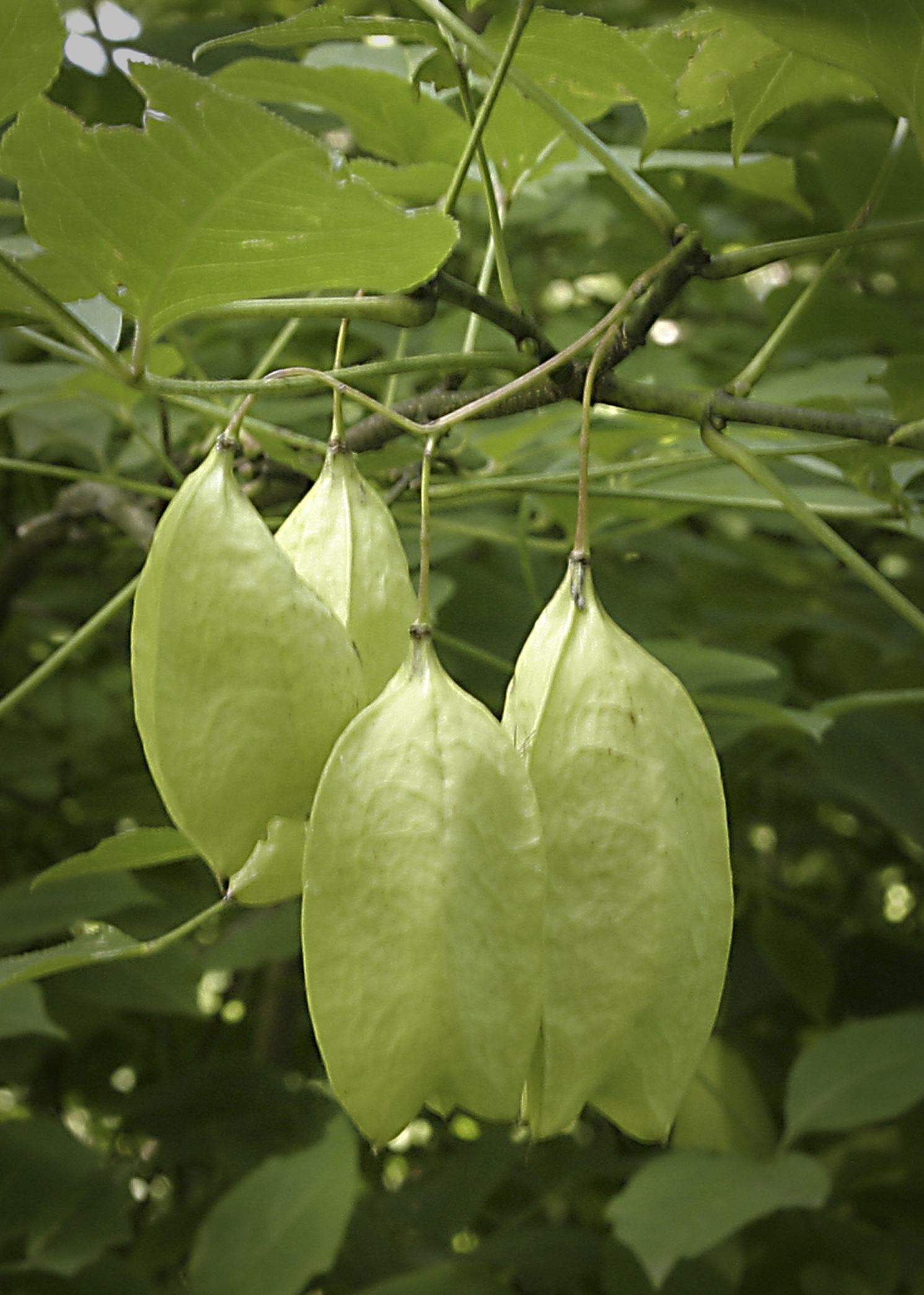
Plody klokoče Staphylea trifolia (klokočovité)
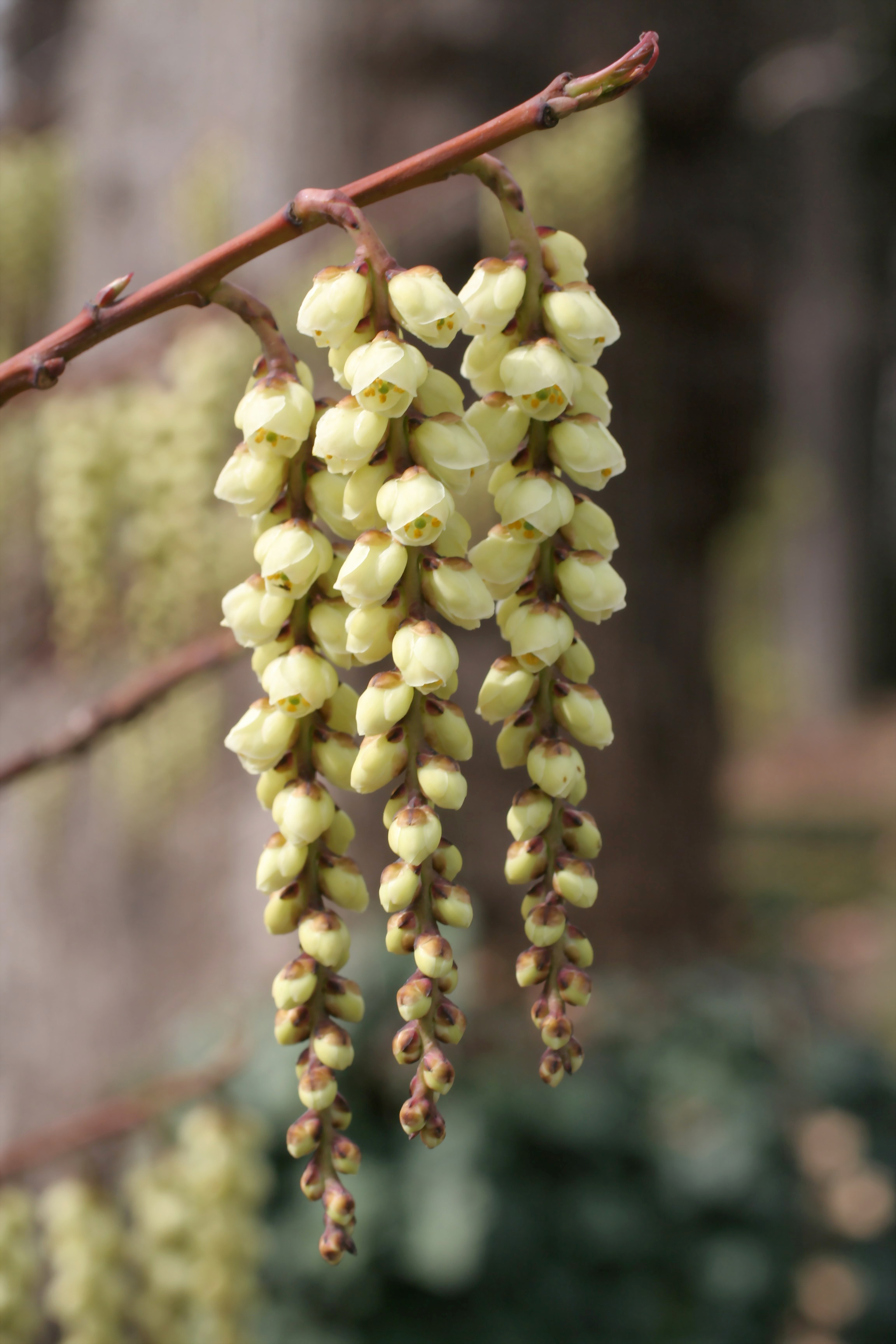
Ocasnatec časný - Stachyurus praecox (ocasnatcovité)
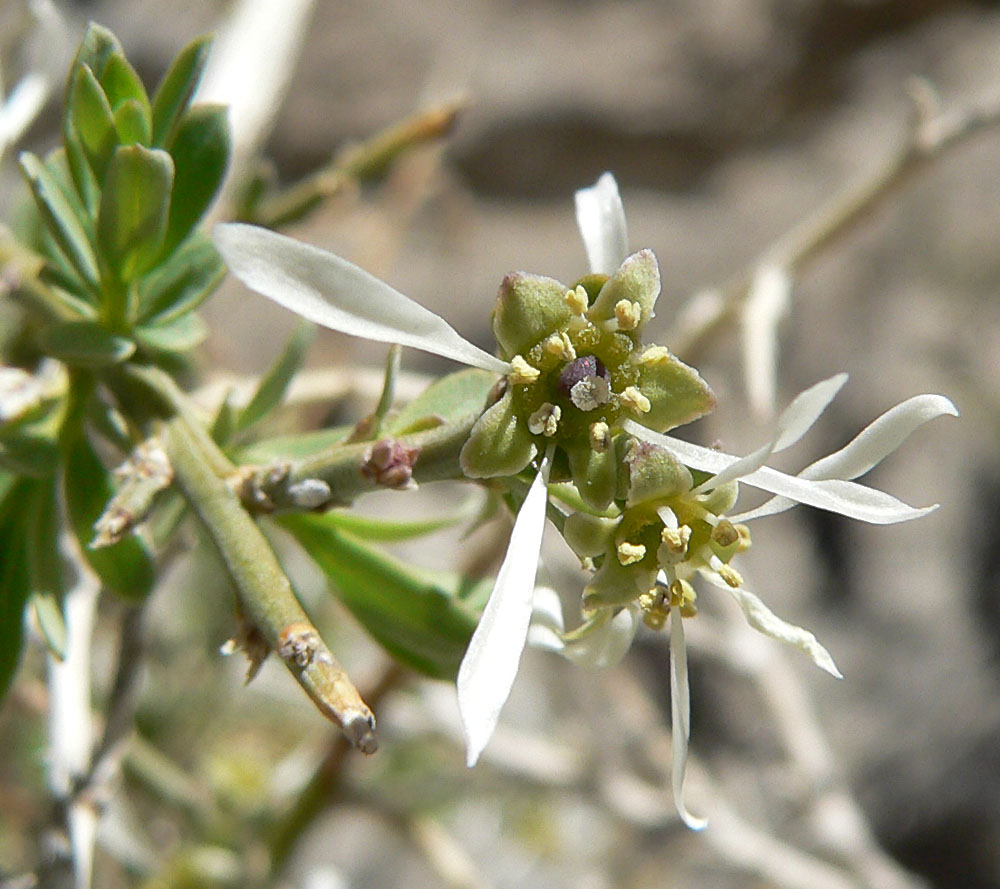
Glossopetalon spinescens (Crossosomataceae)
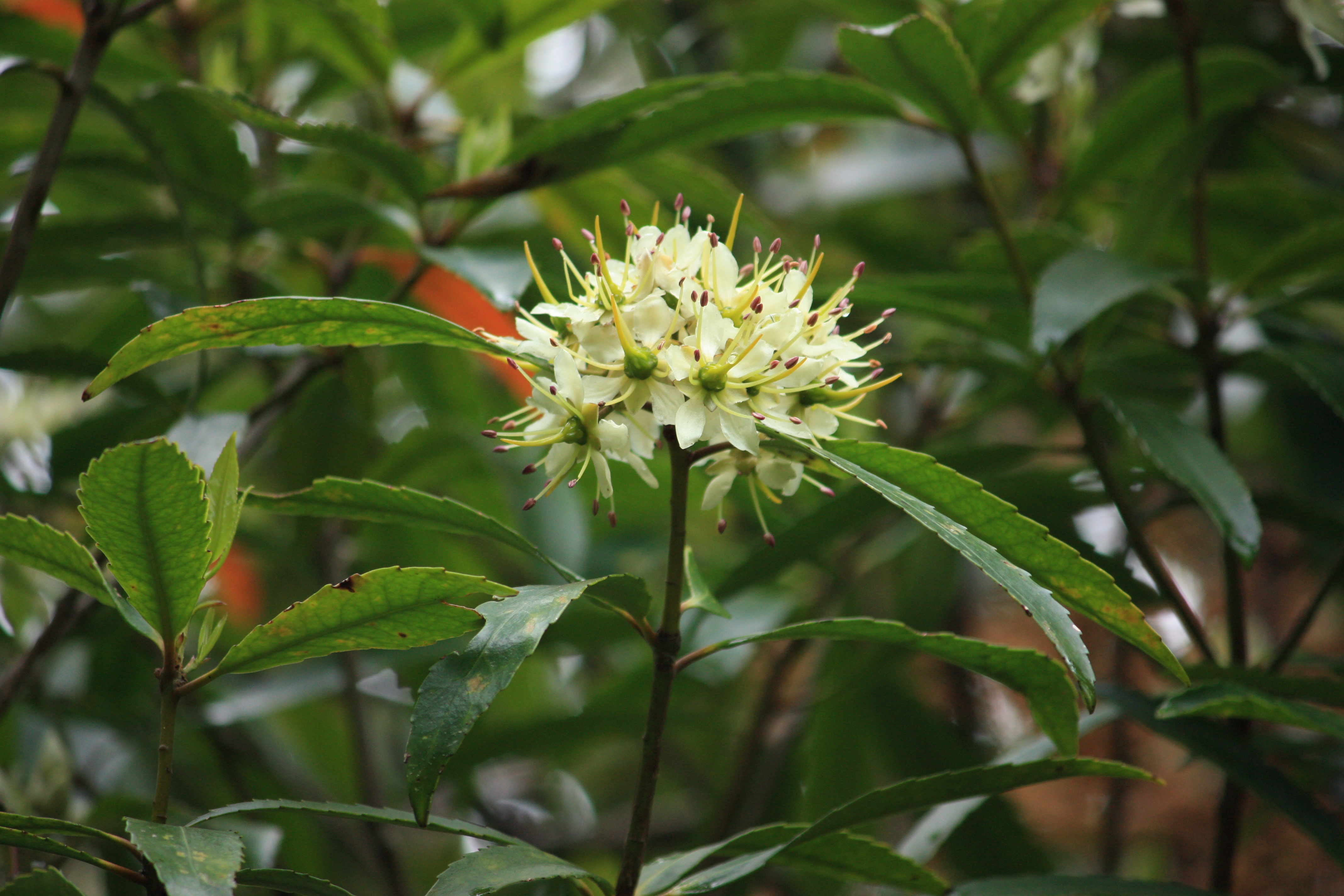
Ixerba brexioides (Strasburgeriaceae)
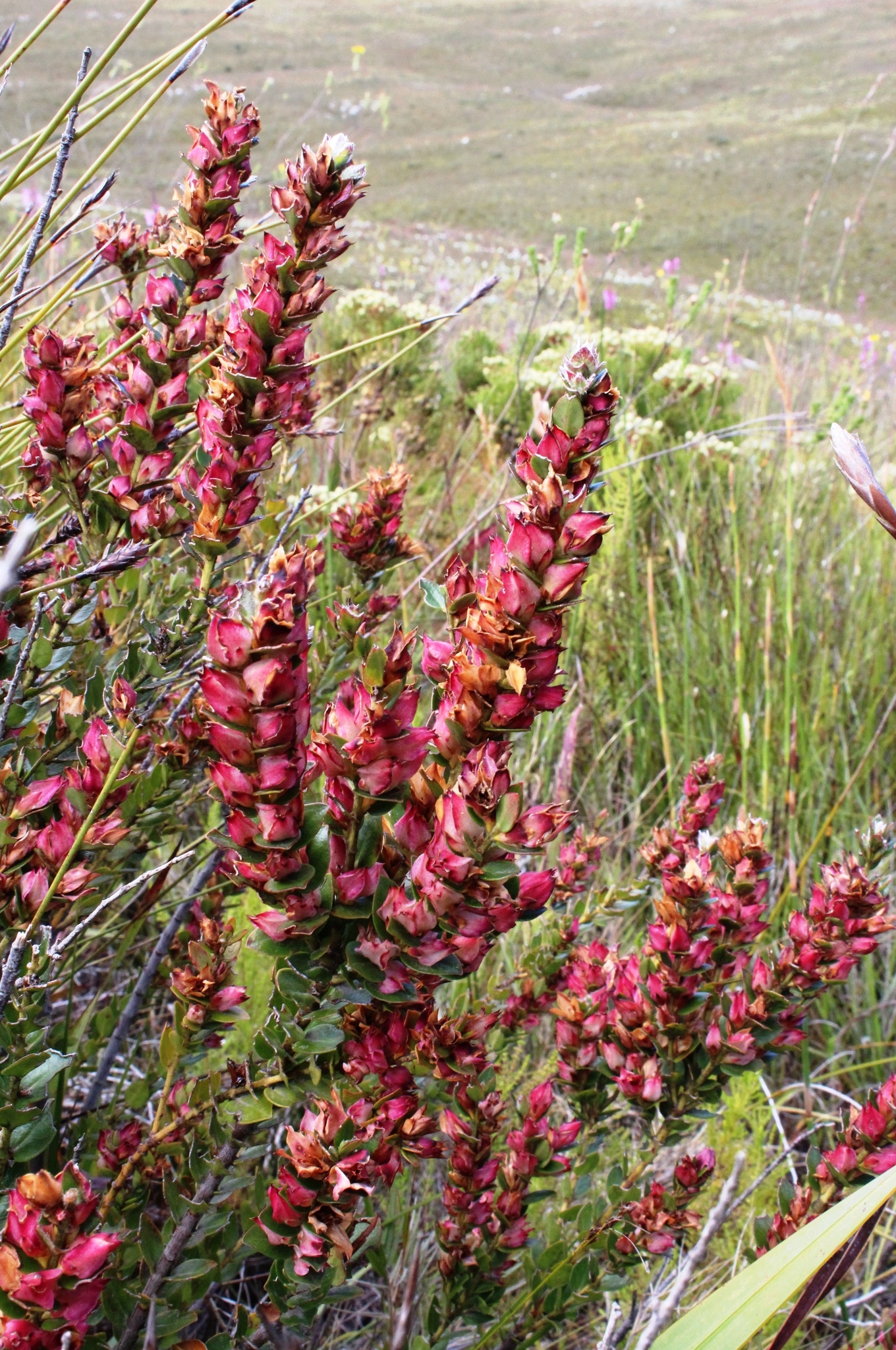
Geissoloma marginatum (Geissolomataceae)

## Rozšíření
Řád Crossosomatales je zastoupen na všech kontinentech s výjimkou Austrálie a Antarktidy. Nejvíce druhů roste mimo tropy. V evropské stejně jako v naší květeně je zastoupen jediným druhem: klokoč zpeřený (Staphylea pinnata).

## Taxonomie
Taxonomická historie stávajících čeledí řádu Crossosomatales je dosti komplikovaná. Klokočovité (Staphyleaceae) byly řazeny do řádu mýdelníkotvaré (Sapindales), Crossosomataceae do řádu růžotvaré (Rosales) nebo do samostatného řádu Crossosomatales, ocasnatcovité (Stachyuraceae) do řádu čajovníkotvaré (Theales) nebo violkotvaré (Violales), Geissolomataceae do řádu jesencotvaré (Celastrales) nebo Geissolomatales, Strasburgeriaceae do řádu čajovníkotvaré (Theales) nebo Ochnales a Aphloiaceae do řádu violkotvaré (Violales). Guamatela tuerckheimii z monotypické čeledi Guamatelaceae byla součástí čeledi růžovité (Rosaceae).
Situace se dále vyvíjela i po uveřejnění systému APG. V systému APG I jsou všechny stávající čeledi tohoto řádu ponechány nezařazené buď v rámci celého systému, nebo v rámci větve zvané 'Rosids'. Ve verzi APG II zahrnuje řád Crossosomatales pouze 3 čeledi: klokočovité (Staphyleaceae), ocasnatcovité (Stachyuraceae) a Crossosomataceae, ostatní jsou opět ponechány nezařazené. Současné pojetí řádu se tedy objevuje až v systému APG III z roku 2009.

## Význam
Význam zástupců tohoto řádu je malý. Některé se celkem zřídka pěstují jako okrasné dřeviny, zejména klokoč (Staphylea) a ocasnatec (Stachyurus).

## Přehled čeledí
- klokočovité (Staphyleaceae)
- ocasnatcovité (Stachyuraceae)
- Aphloiaceae
- Crossosomataceae
- Geissolomataceae
- Guamatelaceae
- Strasburgeriaceae[3]